# Massacre Records
Massacre Records — немецкий независимый лейбл звукозаписи, расположенный в Абштате. Был основан в 1991 году Торстеном Хартманном (нем. Torsten Hartmann). Специализируется на метал-музыке.
C 1995 по 2000 годы существовал дочерний лейбл Swanlake Records для готик-метала и фолк-метала. Среди музыкантов, чьи альбомы вышли на этом лейбле, были Skyclad, Atrocity, Theatre of Tragedy и Лив Кристин.
Наиболее продаваемыми альбомами, выпущенными на лейбле, стали Velvet Darkness They Fear и Aégis группы Theatre of Tragedy, а также Werk 80 группы Atrocity.